# Copa de Naciones de África Occidental 1986
La Copa de Naciones de África Occidental 1986 fue la 4.ª edición de este torneo de fútbol a nivel de selecciones nacionales organizado por la WAFU y que contó con la participación de 5 selecciones nacionales de África Occidental.
El campeón defensor Ghana venció a Togo en la final disputada en Ghana para ganar el título por cuarta edición consecutiva.

## Fase de grupos
| Nación       | Pts | J | G | E | P | GF | GC | GD |
| ------------ | --- | - | - | - | - | -- | -- | -- |
| Ghana        | 7   | 4 | 3 | 1 | 0 | 9  | 2  | +7 |
| Togo         | 5   | 4 | 2 | 1 | 1 | 5  | 5  | 0  |
| Burkina Faso | 3   | 4 | 1 | 1 | 2 | 1  | 3  | -2 |
| Níger        | 3   | 4 | 1 | 1 | 2 | 3  | 6  | -3 |
| Liberia      | 2   | 4 | 1 | 0 | 3 | 3  | 5  | -2 |

| 23/2/1986 | Liberia      | 0–1 | Burkina Faso |
| 24/2/1986 | Ghana        | 2–0 | Níger        |
| 24/2/1986 | Togo         | 1–0 | Burkina Faso |
| 25/2/1986 | Ghana        | 2–2 | Togo         |
| 25/2/1986 | Liberia      | 3–0 | Níger        |
| 26/2/1986 | Liberia      | 0–3 | Ghana        |
| 26/2/1986 | Burkina Faso | 0–0 | Níger        |
| 27/2/1986 | Ghana        | 2–0 | Burkina Faso |
| 27/2/1986 | Togo         | 1–0 | Liberia      |
| 28/2/1986 | Níger        | 3–1 | Togo         |

## Semifinales
| Equipo 1 | Resultado | Equipo 2     |
| -------- | --------- | ------------ |
| Ghana    | 2-0       | Burkina Faso |
| Togo     | 3-1       | Níger        |

## Tercer lugar
| Equipo 1     | Resultado | Equipo 2 |
| ------------ | --------- | -------- |
| Burkina Faso | 1-2       | Níger    |

## Final
| Equipo 1 | Resultado | Equipo 2 |
| -------- | --------- | -------- |
| Ghana    | 1-0       | Togo     |

## Campeón
| Copa de Naciones de África Occidental 1986 |
| ------------------------------------------ |
| Bandera de Ghana                           |
| Ghana 4.º Título                           |